# Пещеры смерти Пномсампо

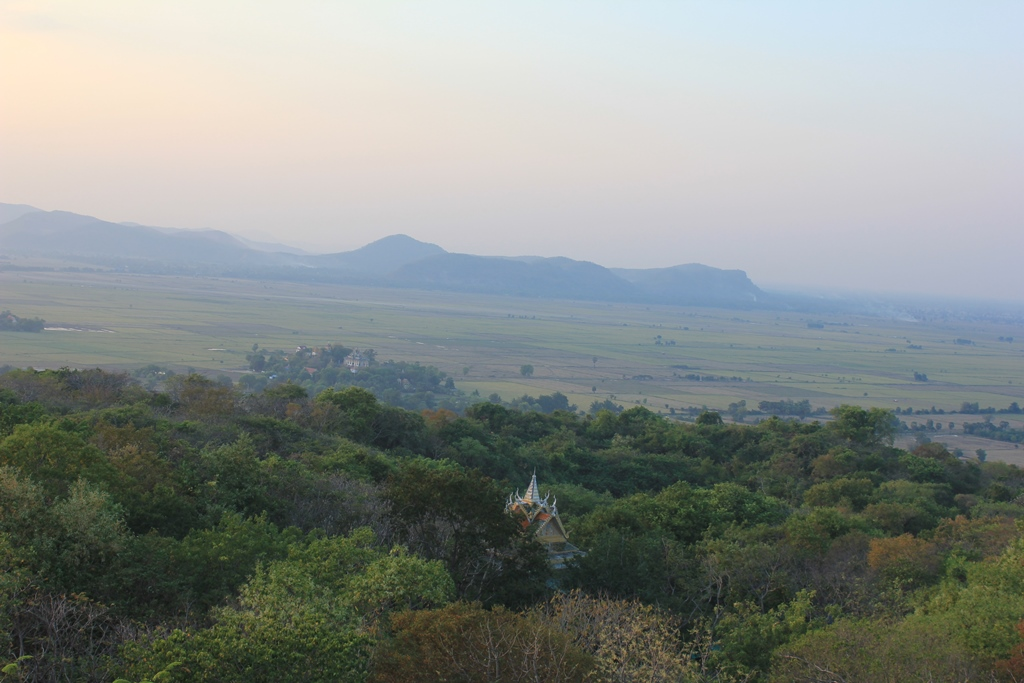
Вид с вершины горы

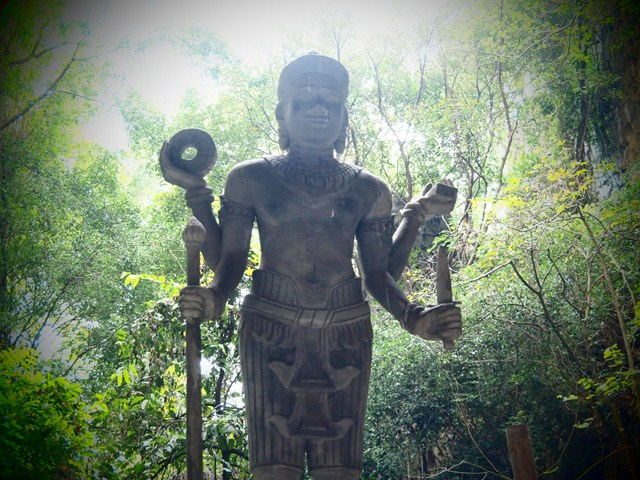
Статуя в одной из пещер Пномсампо

Пеще́ры сме́рти Пномсампо — пещерный массив к юго-западу от Баттамбанга (Камбоджа), служивший местом проведения массовых казней во время правления красных кхмеров 1975—1979 гг.

## География
Пещеры находятся на склоне горы Пномсампо, расположенной в 11 километрах от города Баттамбанг. Неподалеку обитают макаки, которые питаются едой, оставленной паломниками. В пещере находится естественная арка из сталактитов и сталагмитов.

## История
В годы правления Пол Пота в 1975—1979 гг. пещеры стали использоваться красными кхмерами для расправы над политическими заключенными. Жертвам завязывали глаза и руки, после чего сбрасывали в пещеру через небольшое отверстие в скале. Большинство жертв погибало мгновенно, а те кто не умер сразу оставались умирать внизу от голода и травм. Маленькие пещеры использовали полпотовцами специально для умерщвления детей. На дне пещер до сих пор сохранились груды костей, черепов и старой одежды в память о геноциде в Камбодже.